# 女式內褲
女式内裤（英語：Panties）是指专为女性设计的内裤，一般指女短内裤。女式内裤大多是紧身型的，但也有松散型的。常见组件包括一条弹性腰带，一块覆盖外陰部区域的裆片（通常為棉花等可吸收材料，可吸收分泌物或經血）和一对带弹性裤脚的裤口。内裤的材料有很多种，但通常是透气的。最早的内裤设计是遮住女性整个下半部分的躯干，到了20世纪70年代才放弃裤管，有些还随着时间的推移逐渐变短。

## 起源
人类最早使用类似于现代女式内裤的内衣可追溯到公元前4400年拜达理时期的埃及。拜达理墓葬的塑像中出现了现代女性女裤——三角形，臀部的布很少。大多数现代文明创造了自己风格的内衣，但拜达理雕像的内衣酷似现代样式。
穿内裤是近200年才有的事。1727年，一位女芭蕾舞演员的裙子被舞台布景上的一个东西挂住了。她的春光外洩导致巴黎政府通过了一项法律规定：“女演员或者舞女不着束裤不得登台表演。”

## 样式

内裤款式图

依照穿着时的后部遮盖、侧边宽度和高度等标准，女式内裤可分为多种样式。不同品牌对不同类别有着不同的规定：
- 三角裤：上至腰部或肚脐正下方，后部全遮盖。
  - 经典式（亦称全三角裤，Classic brief）：侧边延伸至臀部下方，有时年轻女性称其为“老奶奶内裤”。
  - 高切式（亦称法国剪裁式，High-cut）：两边较窄。
  - 低腰式（Hipsters）：穿着时要低于腰部，裤腰位于腰部周围。
  - 塑形式（control briefs）：采用特殊支撑面料，同时给人以一种轻薄的外观。这种款式通常包含氨纶等弹性材料，延伸至腰部上方。
- 平角裤（Boyleg）：与男性平角内裤相同，裤管延伸至裤裆下方。
  - 比基尼式类似低腰式，上至腿部上方，但侧部面料比较窄。而弦式比基尼式的侧边完全消失，裤腰仅为一条带子。同时，比基尼抛弃了三角裤的背部覆盖面。比基尼式是全世界妇女最为欢迎的衣着风格。
  - 宽裤脚式（Tangas）提供了最小的背部覆盖面，裤腰两侧变得狭长[5]。
  - 丁字裤类似于宽裤脚式，但抛弃了后部遮盖面。裆部延伸至使用者的背部，一条绳子位于腿部之间并向上延伸。而G弦裤是一条垂直的布料，用裤腰连接胯部，有时女式内裤采用多种材料和织物，包括绸缎、丝绸、PVC、棉、尼龙、网布、蕾丝、牛皮、皮革、橡胶、莱卡、聚酯等。结构通常是两部分（前部和后部），由裆部和侧面的接缝接合。裆部往往会有额外的角形片，裤腰和腿部开口由弹性物料制成。

## 材質
- 棉花
- 竹炭
- 蠶絲
- 人造纖維